# 482 a. C.
El año 482 a. C. fue un año del calendario romano prejuliano. En el Imperio romano se conocía como el Año del consulado de Vibulano y Yulo (o menos frecuentemente, año 272 Ab urbe condita).

## Acontecimientos
- Ostracismo de Arístides, líder del partido oligarca ateniense.
- Roma declara la guerra a la ciudad etrusca de Veyes.